# Массовые беспорядки в Душанбе (1990)
Конфли́кт в Душанбе́ — массовые беспорядки, произошедшие в Душанбе в феврале 1990 года, начавшиеся на межнациональной почве. Фактически они стали прелюдией к гражданской войне, начавшейся два года спустя.

## Предыстория
Предысторией конфликта стали массовые армянские погромы в Баку. Несколько армянских семей, всего 39 человек, из Баку бежали к своим родственникам в Душанбе. Вскоре по городу распространялись провокационные слухи, что 2500—5000 армян, беженцев из Азербайджана, переселены в Душанбе и им распределяются квартиры в новостройках массива «Зеравшан», в то время как в столице был острый дефицит жилья.

## Ход событий
После распространения слухов о выделении квартир армянским беженцам 11 февраля возле здания ЦК КП Таджикистана на площади Ленина (Шахидон) собралось более 4 тысяч человек. Несколько семей армян, приехавших в Душанбе, заявили, что не хотят стать причиной бед таджикского народа, и покинули республику. Уже на следующий день выкрики в толпе «Долой армян!» сменились требованиями «Долой Махкамова!» (первый секретарь ЦК КП Таджикистана). Демонстранты прорвались в здание и подожгли его. К вечеру в ответ на открытие огня милицией холостыми патронами начались поджоги ларьков, погромы магазинов. В этот же день в Душанбе было объявлено чрезвычайное положение.
13 февраля в Душанбе прекратили работу городской, междугородный и железнодорожный транспорт, институты и школы, детские сады, почти все магазины и предприятия, банки, телефонная связь и почта, перестали выходить газеты.
Мирные жители столицы, при полном отсутствии помощи со стороны властей и правоохранительных органов, спасая себя и свои семьи, создавали отряды самообороны. Это был опыт самоорганизации мирного гражданского населения — отряды охраняли от погромщиков входы в подъезды, подходы в свой микрорайон, организовывали самодельную сигнализацию.
Для наведения порядка в город пришлось перебросить около 5000 военнослужащих Минобороны и МВД с приказом открывать огонь на поражение, был введён комендантский час.
В результате беспорядков было убито 25 и ранено 565 человек.

## Мнения
В газете «Чароги руз» было опубликовано интервью сотрудника КГБ Таджикистана Абдулло Назарова, который утверждал, что беспорядки были спровоцированы КГБ Таджикистана для дискредитации антикоммунистического движения в республике.
Первый президент Таджикистана Кахар Махкамов в интервью персидской службе «Би-би-си», говоря о причинах произошедших беспорядков в Душанбе, заявил, что к этим событиям «причастны и некоторые руководители КГБ — как в Душанбе, так и в Москве».
В зарубежной литературе фигурирует цифра 25 убитых, из них 16 таджиков, 5 русских, 2 узбека, татарин и азербайджанец, а из числа раненых 56 % пострадавших и 41 % тяжело пострадавших — этнические русские.
В февральские дни 1990 года, отмечается в журналистском расследовании газеты «Дайджест Пресс», военные превысили свои полномочия при использовании огнестрельного оружия и боевой техники. Тем не менее, ни один военный не был привлечён к уголовной ответственности. Вместе с тем в центральной печати было опубликовано более двух десятков статей, в которых таджиков обвиняли в русских погромах.
Председатель КГБ Азербайджана Гусейнов высказывает мнение о единой тактике высшего руководства страны, широко использовавшейся во время выступления националистов в СССР в годы перестройки: ничего не делать для профилактики, давать возможность событиям разрастись, затем использовать для их подавления незначительные силы, разжигая страсти, и только потом применять самые жестокие меры — как против виновных в нарушении порядка, так и против безвинных, способствуя тем самым лишь ещё большему обострению ситуации.

## Галерея

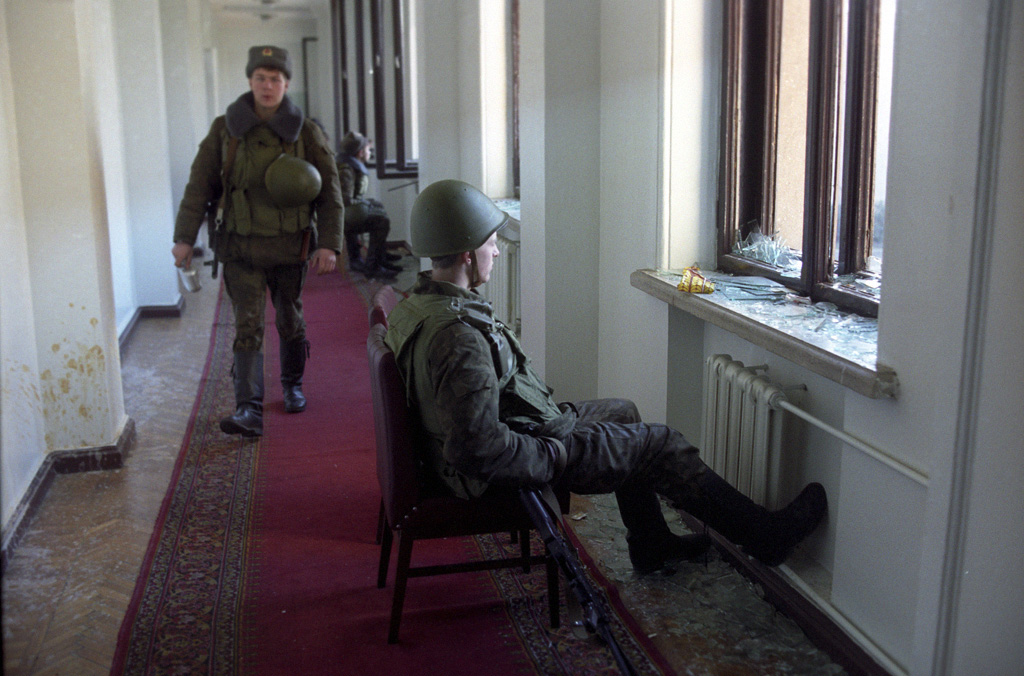
Военнослужащие в здании ЦК КП Таджикской ССР, 10 февраля
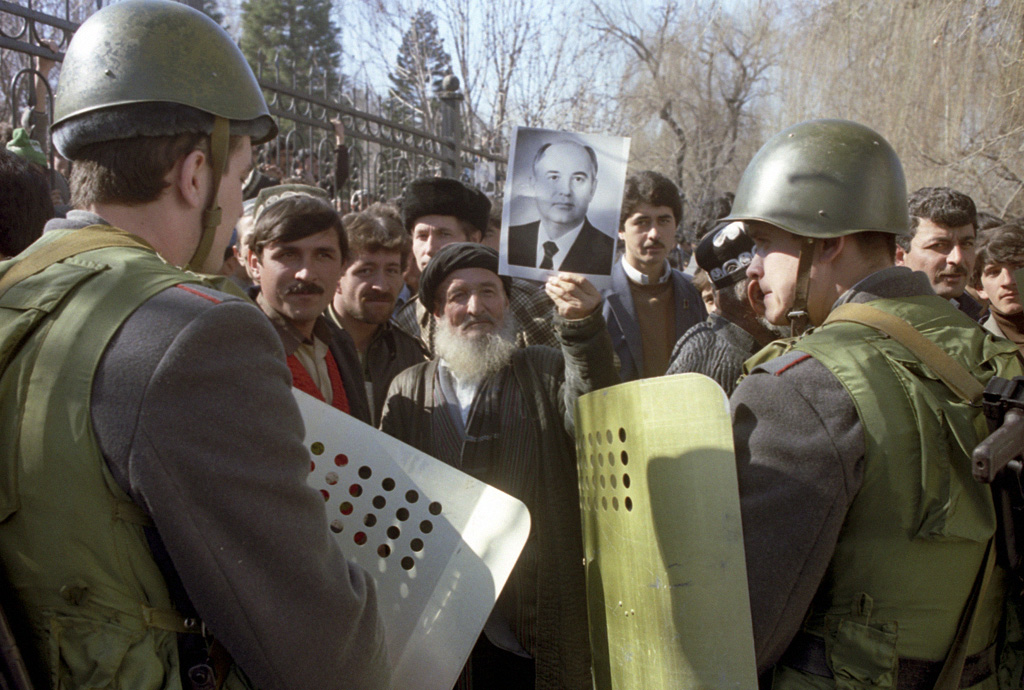
Митинг в Душанбе, 15 февраля
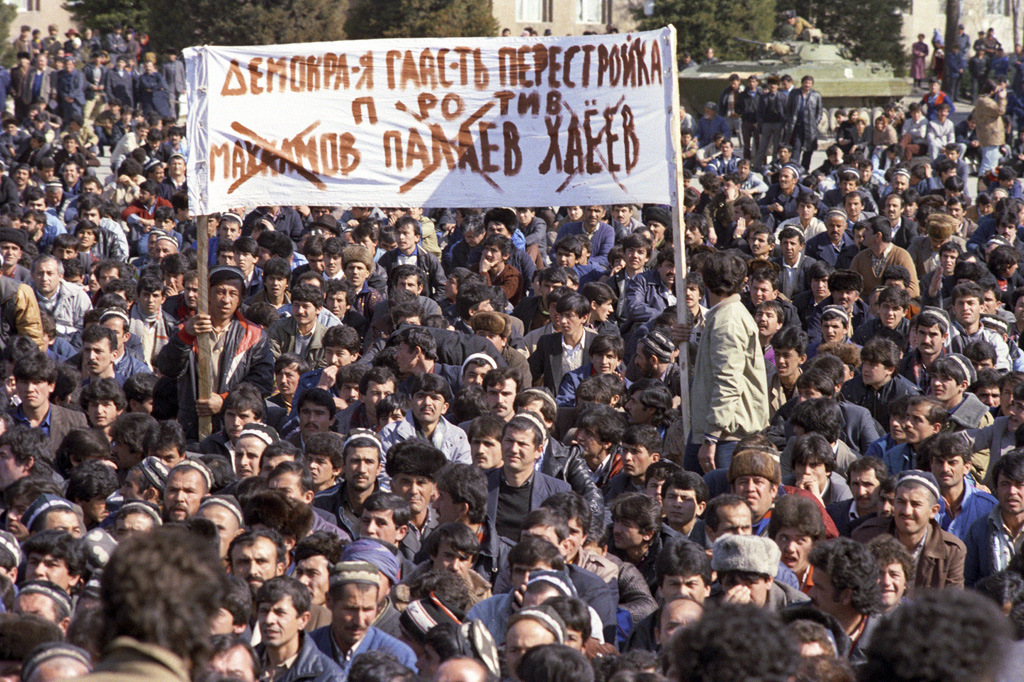
На митинге 15 февраля
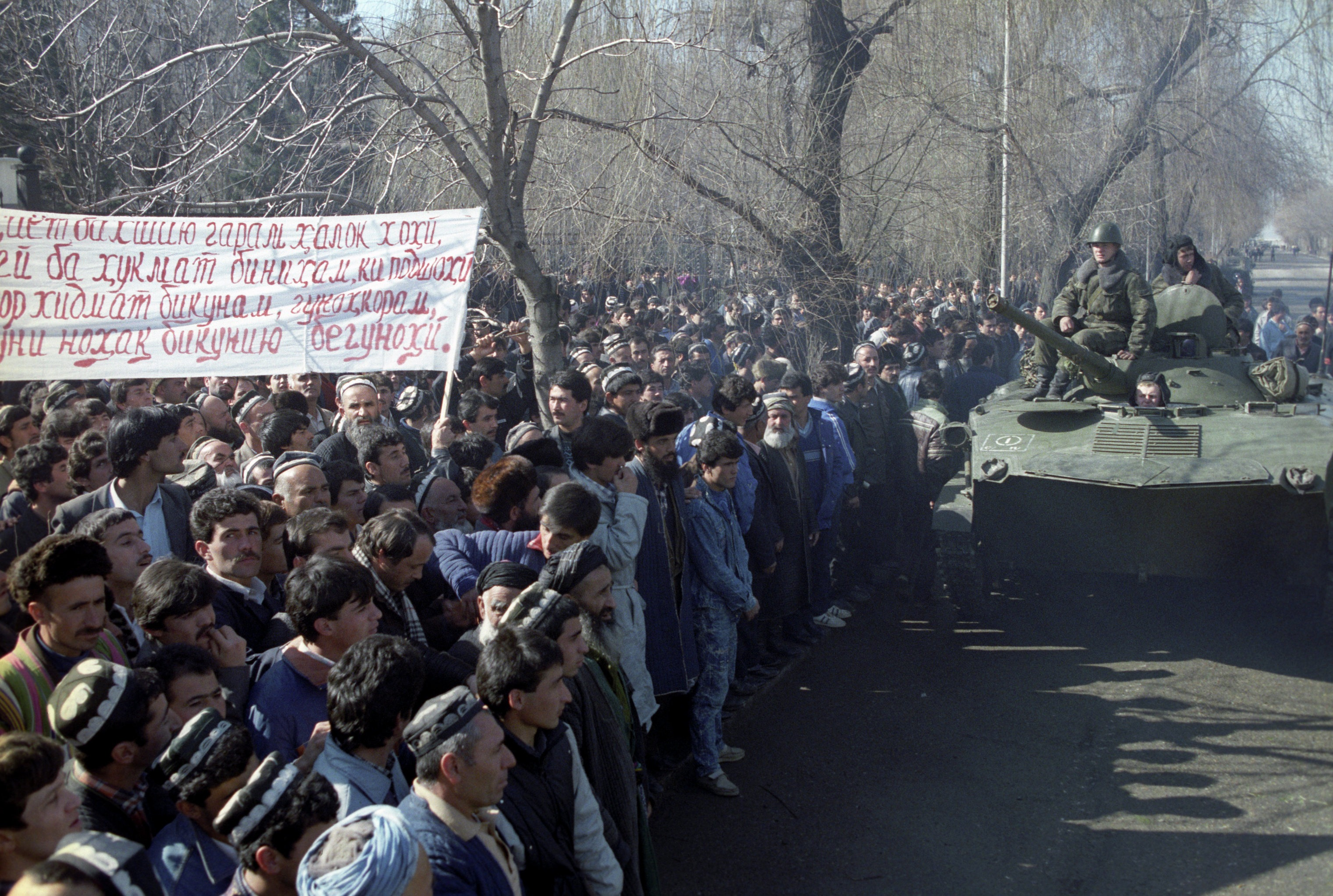
БМД-1 на улице Душанбе, 18 февраля